# 千種有敬
千種 有敬（ちくさ ありのり）は、江戸時代中期の公卿。権大納言・岩倉乗具の子。官位は従二位・権大納言。東山・中御門・桜町の三帝にわたって仕えた。

## 経歴
初名は岩倉具広（いわくら ともひろ）、千種有統（ちくさ ありすべ）。元禄4年（1691年）叙爵。元禄5年（1692年）祖父にあたる千種有維（父・乗具の実父）の養子に入る。
元禄11年（1698年）に元服。右近衛少将・左近衛中将を経て、享保2年（1717年）に従三位となり、公卿に列する。その後、参議や踏歌節会外弁・東照宮奉幣使などを歴任。享保20年（1735年）に権中納言に就任。さらに元文3年（1738年）に権大納言となるも辞職。同年中に薨去した。享年52。
藤波景忠の子で梅渓通条の養子だった有補を婿養子に迎え、千種家の名跡を継がせた。

## 系譜
- 父：岩倉乗具
- 母：不詳
- 養父：千種有維 - 岩倉乗具の父
- 妻：不詳
- 生母不明の子女
  - 女子：千種有補室
- 養子
  - 男子：千種有補 - 藤波景忠の子、梅渓通条の養子